# Ђовани Трапатони
Ђовани Трапатони (итал. Giovanni Trapattoni; рођен 17. марта 1939) је италијански фудбалски тренер који се сматра једним од најуспешнијих тренера у историји Серије А. Као играч је наступао за репрезентацију Италије на Светском првенству 1962.

## Биографија
Трапатони је био селектор репрезентације Републике Ирске. Водио је ову репрезентацију успешно кроз квалификације за Европско првенство 2012, али и кроз квалификације за СП 2010. када је Ирска избачена од стране Француске након инцидента са играњем руком. Водио је репрезентацију Италије до Светског првенства 2002. на којем их је контроверзно избацила Јужна Кореја, и на ЕП 2004. када је Италија опет контроверзно избачена због нерешене утакмице између Данске и Шведске. Такође је водио Јувентус кроз европска такмичења и једини је тренер који је освојио сва УЕФА-ина клупска такмичења (КЕШ, Куп победника купова, Куп УЕФА, Суперкуп) и Интерконтинентални куп.
Као један од најславнијих тренера у фудбалској историји, Трапатони је један од четири тренера, поред Ернса Хапела, Жозеа Муриња и Томислава Ивића који је освојио титуле државних првенстава (њих 10) у 4 различите државе. Поред Удоа Латека, једини је освојио три највеће европске титуле.

## Трофеји

### Као играч
Милан
- Серија А (2) : 1961/62, 1967/68.
- Куп Италије (1) : 1966/67.
- Куп шампиона (2) : 1962/63, 1968/69.
- Куп победника купова (1) : 1967/68.
- Интерконтинентални куп (1) : 1969. (финале 1963).

### Као тренер
Јувентус
- Серија А (6) : 1976/77, 1977/78, 1980/81, 1981/82, 1983/84, 1985/86.
- Куп Италије (2) : 1978/79, 1982/83.
- Куп шампиона (1) : 1984/85. (финале 1982/83).
- Куп победника купова (1) : 1983/84.
- Куп УЕФА (2) : 1976/77, 1992/93.
- Европски суперкуп (1) : 1984.
- Интерконтинентални куп (1) : 1985.

Интер
- Серија А (1) : 1988/89.
- Суперкуп Италије (1) : 1989.
- Куп УЕФА (1) : 1990/91.

Бајерн Минхен
- Бундеслига Немачке (1) : 1996/97.
- Куп Немачке (1) : 1997/98.
- Лига куп Немачке (1) : 1997.

Бенфика
- Прва лига Португалије (1) : 2004/05.

Ред Бул Салцбург
- Бундеслига Аустрије (1) : 2006/07.